# Tripolis (Perrhébie)
Tripolis, en grec ancien : Τρίπολις, signifiant en français : trois polis/cités, est une communauté de polis de la Perrhébie, en Thessalie antique.
Elle comprend les cités de Pýthion, d'Azoros et de Doliché.

## 1. Situation géographique
Situées dans un bassin d'altitude, ces trois cités sont enserrées entre trois massifs montagneux qui délimitent son terroir. À l'Est, le massif de l'Olympe et du Bas-Olympe sépare la Tripolis de la mer Égée ; au Nord, la massif du Titaros ; à l'Ouest les monts Cambuniens, qui forment ligne de crête séparant le bassin de l'Haliacmon en Macédoine et celui du Pénée en Thessalie. Au Sud, il faut franchir une barre rocheuse pour accéder au bassin d'Elasson, puis descendre la vallée du Titarèse jusqu'à la plaine thessalienne drainée par le Pénée.
La Tripolis est une voie de passage importante pour passer de la Thessalie au Sud vers le Macédoine au Nord ; les deux passages importants sont situés, le premier au Nord-Est du bassin, entre le massif de l'Olympe et le Titaros (col de Pétra), le second au Nord-Ouest entre le Titaros et les monts Cambuniens (Volustana selon Tite Live, actuel défilé du Sarandaporos) ; ces passages ont été dès l'antiquité utilisés fréquemment et on en trouve la preuve dans les itinéraires militaires suivis par les armées.
Il faut signaler une troisième voie de passage, qui part du bassin de l'actuel bourg de Karya, situé entre le Haut-Olympe et le Bas-Olympe, et qui permet de descendre sur la côte égéenne en suivant la vallée du Syz ; là-encore, ce passage, bien que difficile, a été emprunté dès l'antiquité ; les deux plus célèbres opérations militaires sont la traversée du Bas-Olympe par le consul Marcius Philippus au printemps 169 av. J.-C. lors de la 3e guerre de Macédoine (Tite Live, Histoire romaine, XLIV, 2, 5) et  l'expédition de Paul-Émile (Tite Live, Histoire romaine, XLIV, 35 ; Plutarque, Vie de Paul Émile, 15-16), en 168 av. J.-C., lorsqu'il entreprit de contourner le massif de l'Olympe pour prendre à revers les forces du roi de Macédoine, Persée, manœuvre qui aboutit à la victoire romaine de Pydna, laquelle mit fin à la 3e guerre de Macédoine et assura le triomphe définitif de Rome sur le royaume de Macédoine.

## 2. La Tripolis à travers les textes anciens, les voyageurs modernes et les archéologues

### Les textes anciens
Tite Live présente la Tripolis lorsqu'il entame le récit de l'entrée en campagne du roi de Macédoine Persée en 171 av. J.-C. lors de la 3e guerre macédonienne contre Rome : … postero die in Elimeam ad Haliacmona fluuium processit. Deinde saltu angusto superatis montibus, quos Cambunios uocant, descendit ad Azorum, Pythoum, Dolichen : Tripolim uocant incolentes haes tria oppida.
"…le lendemain, il s'avança en Élimiotide, jusqu'à l'Haliacmon. Ensuite, il franchit par un étroit défilé les monts appelés Cambuniens et descendit sur Azoros, Pythion et Dolichè : les habitants appellent ces trois places Tripolis"[1].
[1] Tite Live, Histoire romaine, XLII, 53 (CUF, éd. P. Jal, tome 31, p. 115).
D'autres auteurs antiques évoquent la proximité de ces trois cités : Polybe et Tite Live rapportent la halte entre Azoros et Dolichè du consul romain Marcius Philippus en 169 av. J.-C., halte au cours de laquelle l'état-major du consul délibère sur la route à prendre pour entrer en Macédoine[1]. Nous ne disposons que de fragments du livre VII de la Géographie de Strabon consacré à la Macédoine, où est mentionnée à deux reprises une τριπολῖτις Πελαγονία, c'est-à-dire une Tripolitide de Pélagonie : dans le premier extrait, la Tripolis apparaît dans une énumération de peuples,« les Lynkestes, le Deuriopos, la Tripolitide de Pélagonie, les Eordoi, l'Éliméia, l'Ératyra[2] » ; dans le second extrait, le géographe mentionne la cité d'Azoros comme une des cités de cette Tripolitide, distante de 120 stades de la cité d'Oxyneia située sur le fleuve Ion[3]. En revanche, rien n'est dit des deux autres cités, Dolichè et Pythion. Ptolémée, dans sa Géographie regroupe les trois cités dans la section qui traite de la Macédoine, et plus spécifiquement de la Pélasgiotide[4]. Enfin, deux des trois cités font l'objet de notices chez les grammairiens et lexicographes Ælius Hérodien[5] et Étienne de Byzance[6]. Dans la notice consacrée à Azoros, Étienne de Byzance indique que la cité porte le nom de son fondateur, Azoros ; et le lexicographe Hésychius[7] nous précise qu'Azoros aurait été pilote des Argonautes ; dans la notice consacrée à la Tripolis, Étienne signale plusieurs Tripolis dans le monde méditerranéen et en particulier une macédonienne et une autre, perrhèbe.
           Tripolis, qualifiée de pélagonienne, macédonienne, perrhèbe, ou de Pélagiostide, voilà qui n'est pas sans poser des problèmes. Cette multiplicité de qualificatifs géographiques peut s'expliquer par des changements d'entité administrative selon les époques, mais il ne fait pas de doute sur la composition de cette sympolitie située à la charnière des deux grands ensembles que sont la Thessalie et la Macédoine.
[1] Polybe, Histoires, XXVVIII, 13, 1 (édition Loeb Classical Library, tome VI, p. 26) ; Tite Live, Histoire romaine, XLIV, 2, 4-6 (CUF, éd. P. Jal, tome 32, p. 35).
[2] Strabon, Géographie, VII, 7, 8 (C326), (CUF, éd R. Baladié, $$ p.$$).
[3] Strabon, Géographie, VII, 7, 9 (C327), (CUF, éd R. Baladié, $$ p.$$).
[4] Ptolémée, Géographie, III, 12, 39.
[5] Ælius Hérodien, Καθολικὴ προσῳδία, La prononciation générale, éd. A. Lentz, Grammatici graeci, tome III 2, 1868 (réimpr. 1965) : pour Azoros, p. 200 ; pour Tripolis, p. 92 ; pour Pythion, p. 358.
[6] Étienne de Byzance, Ἐθνικά, Ethniques, édition A. Meineke (1849, réimpr. 1992), s.v. Ἄζωρος, Πύθιον, Τρίπολις, p. $$
[7] Hesychii Alexandrini Lexicon, recensuit M. Schmidt, 1965, lieu $$, s.v. Ἄζωρος, p. $$.